# He Like That
«He Like That» (en español, «A él le gusta eso») es una canción interpretada por el grupo estadounidense Fifth Harmony. Publicado el 25 de agosto de 2017, es el segundo sencillo de su tercer álbum de estudio titulado Fifth Harmony (2017). El video musical fue publicado al poco tiempo de su estreno, pocas horas antes de dar una sesión en vivo para contestar preguntas para algunos fanes.
El estribillo de la canción contiene una porción (sample) de la canción «Pumps and a Bump» del rapero MC Hammer. la idea de incluirla surgió de dos de los productores de la canción, Ammo (Joshua Coleman) y Ester Dean.

## Antecedentes
Dinah Jane Hansen en una entrevista para Billboard comenta que su A&R Chris les mostró al grupo el instrumental de la canción y les pareció algo bastante diferente, sobre todo por la inclusión del "Pumps and a Bump". Por otra parte Ester Dean escribió la letra, que según Hansen "hacía la canción más especial porque era una gran fan de la productora". Al acabar la producción las chicas sintieron que era "La canción que iba a dirigir el siguiente álbum".

## Composición
La canción está compuesta en la tonalidad de C, con un tempo de 133 la negra; influenciada por la música reggae, muestra elementos de R&B y Hip Hop creando un ritmo muy bailable. En la canción se pueden distinguir las cuatro voces de los miembros del grupo y su armonía en diferentes partes de esta.

## Video musical
El vídeo musical se estrenó pocas horas después que el disco, el 25 de agosto de 2017, dirigido por James Larese. Actualmente el video supera los 70 millones de visitas en su cuenta de VEVO.
El video presenta a las componentes del grupo bailando la mayor parte del tiempo junto a bailarines musculosos, con planos individuales de las chicas bailando cada una con una pareja diferente; además de planos donde aparece todo el grupo. Aparte aparece una escena en donde las chicas se encuentran en un sofá con muchos hombres, en un ambiente muy "fogoso"; se destaca el product placement de una compañía de auriculares hecho por una de los componentes Lauren Jauregui. El video sorprendió a muchos de sus seguidores, así como a ellas mismas, como se puede ver en un directo que hicieron ese mismo día 25 de agosto. Seis días después del lanzamiento, el 31 de agosto fue subido, a su cuenta oficial el video “Behind the Scenes of He Like That”.

## Interpretaciones en vivo
La primera actuación de Fifth Harmony después del lanzamiento del álbum, donde se interpretó «He Like That» por primera vez, fue el 25 de agosto de 2017, en la "World Premiere" promocionada por Urban Outfitters, para unos pocos fanes en Los Ángeles. Un día después se volvió a interpretar en la fiesta de lanzamiento realizada para promocionar el álbum.
El 28 de agosto, tres días después del lanzamiento del disco, visitaron el programa Good Morning America. Interpretaron nuevamente el sencillo en el show "Live with Kelly & Ryan", el 8 de septiembre de 2017, donde también cantaron su segundo sencillo promocional, «Deliver». El 12 de septiembre se interpretó, realizando una interpretación del video musical, en "The Late Late Show with James Corden", donde las chicas contaron con un atrezzo similar al del video musical, así como también contaron con los bailarines originales del vídeo.
El día 29 de septiembre de 2017, empezó el "PSA Tour", incluyendo el sencillo en la lista de canciones, interpretándolo en las 21 fechas realizadas en Latinoamérica, Norteamérica y Oceanía. Durante su gira, se promocionó el sencillo interpretándolo en el show brasileño "Domingão do Faustão".

## Charts
| Listas (2017)                                   | Posiciones en Listas |
| ----------------------------------------------- | -------------------- |
| Canadá (Canadian Hot 100)                       | 75                   |
| Nueva Zelanda (RMNZ)                            | 3                    |
| Filipinas (Philippine Hot 100)                  | 53                   |
| Portugal (AFP)                                  | 95                   |
| Suecia (Sverigetopplistan)                      | 10                   |
| Estados Unidos (Bubbling Under Hot 100 Singles) | 1                    |
| Estados Unidos (Mainstream Top 40)              | 38                   |